# Spinone
Le spinone est une race de chien originaire d'Italie. C'est un chien d'arrêt continental de type griffon et de grande taille avec une robe à poil dur qui existe en de nombreuses couleurs.

## Historique
Les chiens d'arrêt à poil dur sont décrits par Xénophon (IVe siècle av. J.-C.), Aristote (IVe siècle av. J.-C.) et Sénèque (Ier siècle). Le spinone descendrait de ces chiens qui auraient été amenés par les étrusques et les grecs en Italie durant l'antiquité romaine et qui auraient été croisés avec le molosse blanc. Le spinone n'est pas le fruit d'une sélection raisonné mais s'est adaptée au fil des siècles aux conditions de chasse dans le Piémont et la Lombardie. Il est issu de diverses variétés de griffons italiens, nommées spinoso, cravin et restoso. La race est très peu représentée, même dans son pays d'origine.

## Standard

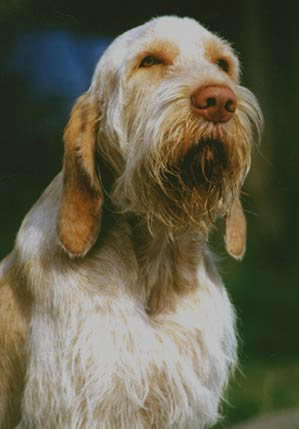
Portrait d'un spinone.

Le spinone est un griffon de grande taille et d'allure rustique. Inscrit dans un carré, le corps est doté d'une ossature puissante et d'une musculature bien développée. La grosse queue est portée à l’horizontale ou tombante ; elle est coupée lorsque la législation l'y autorise en laissant un moignon d’une longueur de 15 à 25 cm. Le crâne est de forme ovale vu de profil. La protubérance occipitale est très développée et la crête interpariétale est très marquée. Le museau est aussi long que le crâne. Les grands yeux, bien ouverts et écartés, sont ronds et de couleur ocre. De forme pratiquement triangulaire avec l'extrémité arrondie, les oreilles tombantes dépassent la ligne inférieure de la gorge d'au maximum 5 cm.
Le poil est raide, dur, bien serré et plutôt couché sur le corps, sans sous-poil. Il est long de 4 à 6 cm sur le tronc. Il ne forme jamais de franges. Le visage est garni d'importants sourcils, de moustaches et d'une barbe fournie. Le poil est plus court sur le chanfrein, la tête, les oreilles, les faces antérieures des membres et les pieds. Les couleurs de la robe sont le blanc pur, le blanc avec des taches orange, le blanc truité orange, blanc avec des taches marron, le rouan et le rouan-marron.
Le spinone bave beaucoup et son poil retient les odeurs.

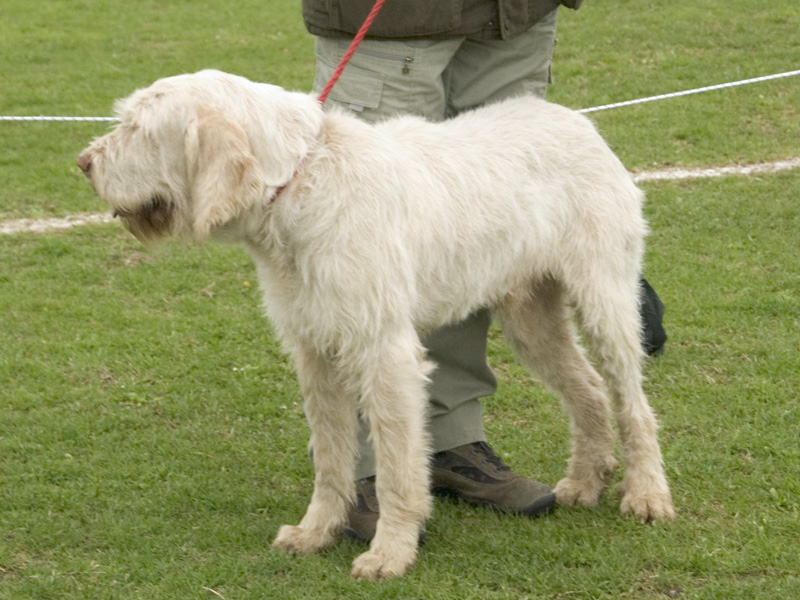
Spinone blanc pur.
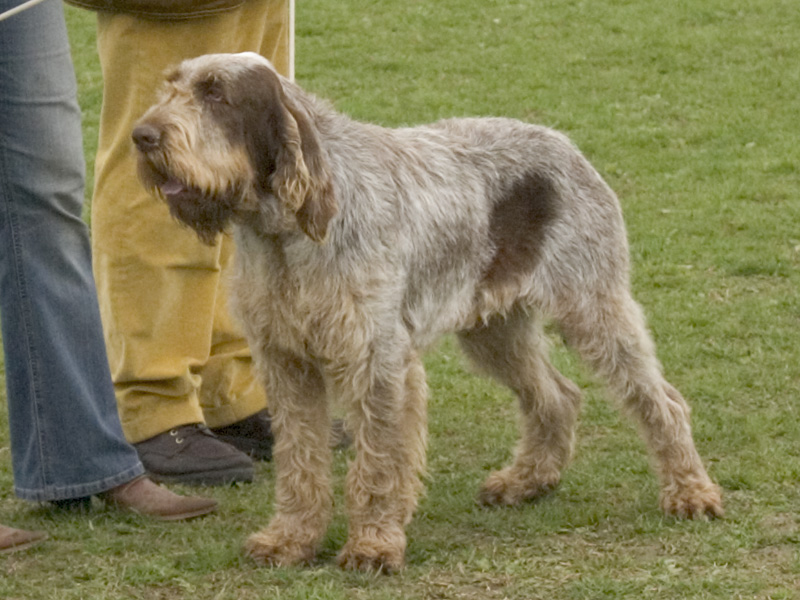
Spinone rouan-marron.

## Caractère
Le spinone est décrit dans le standard FCI comme un chien sociable, docile et patient. Il est doté d’une grande capacité d’apprentissage, de courage et de peu d’agressivité. Le spinone peut s'adapter à la vie en ville, mais a besoin d'exercice physique quotidien. 

## Utilité

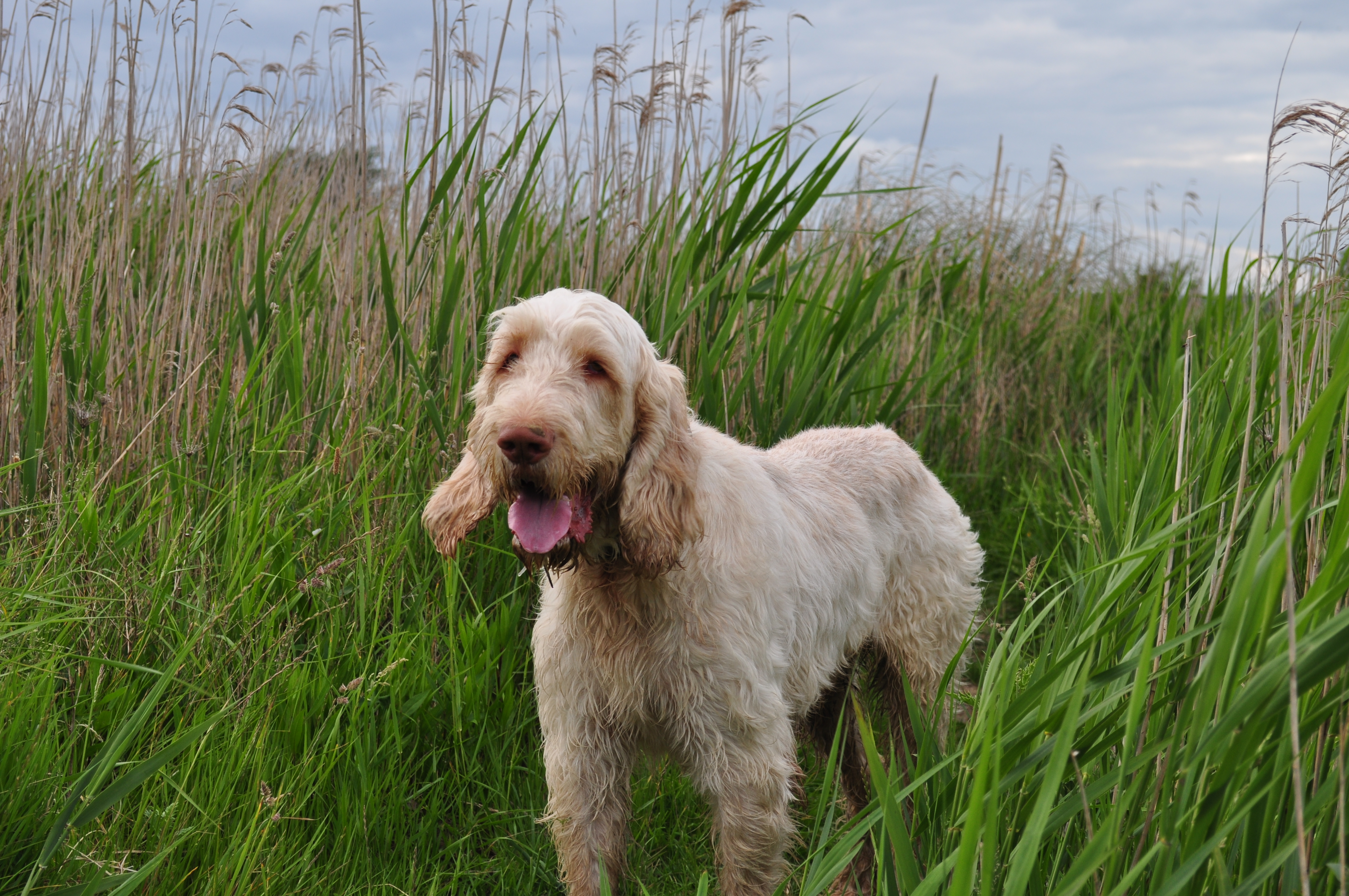
Le spinone est un chien de chasse qui s'adapte à tout type de terrain.

Le spinone est un chien de chasse. Endurant, il s'adapte à tous les terrains et ne craint ni l'eau ni les ronces. C'est un trotteur, doté d’un excellent odorat, la quête est attentive et coordonnée, il travaille nez au vent et l’arrêt est ferme et instinctif. C'est également un bon chien de rapport, peu de chiens ont la bouche aussi douce pour ramener un gibier intact.
Son naturel doux en fait un excellent chien de compagnie,.

## Entretien
La croissance est lente et le maître doit lui fournir une nourriture équilibrée afin de permettre un bon développement osseux. Il est sujet au retournement de l'estomac et il est donc conseillé de fractionner la ration journalière en deux repas.
L'entretien est facile, sa fourrure doit simplement être brossée régulièrement et énergiquement.

## Dans la culture
Une fresque du palais ducal de Mantoue datant du XVe siècle présente une forme ancienne de cette race. 